# Julia Davis

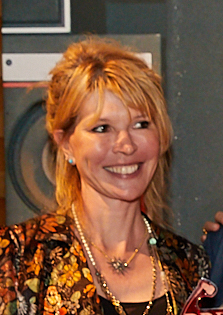
Julia Davis

Julia Davis (* 25. August 1966 in London) ist eine britische Komikerin, Schauspielerin und Drehbuchautorin.

## Leben
Julia Davis war in ihrer Jugend in einer Improvisationstheater-Gruppe aktiv. Ende der 1990er Jahre hatte sie erste humoristische Rollen im britischen Fernsehen, so in Sketch-Shows wie Big Train oder Jam. Mit der Serie Human Remains wurde sie auch als Autorin tätig. 2002 spielte sie Moira im Spielfilm Wilbur Wants to Kill Himself und 2003 die Caterin Nancy in Tatsächlich… Liebe. Ihr schauspielerisches Schaffen umfasst mehr als 70 Produktionen.
In der schwarzhumorigen Serie Nighty Night war sie als Autorin, Schauspielerin und Produzentin tätig. Für ihr Drehbuch für die Serie Hunderby wurde sie 2013 mit dem British Academy Television Award ausgezeichnet.

## Filmografie (Auswahl)
- 1979: Fünf Freunde (The Famous Five) (als Jo in Folge "Five fall to adventure")
- 1998: Big Train (Fernsehserie, 6 Folgen)
- 2000: Jam (Fernsehserie, 6 Folgen)
- 2000: Human Remains (Fernsehserie, 6 Folgen)
- 2002: Wilbur Wants to Kill Himself
- 2003: Tatsächlich… Liebe (Love Actually)
- 2004: I am not an Animal (Fernsehserie, 6 Folgen)
- 2004: Nighty Night (Fernsehserie, 12 Folgen)
- 2007: Persuasion
- 2007–2009, 2019: Gavin & Stacey (Fernsehserie, 9 Folgen)
- 2010: Lizzie and Sara
- 2010: Four Lions
- 2011: Black Mirror (Fernsehserie, Folge 1x02)
- 2012–2015: Hunderby (Fernsehserie, 10 Folgen)
- 2013: Psychobitches (Fernsehserie, 5 Folgen)
- 2016: Camping (Fernsehserie, 4 Folgen)
- 2017: Der seidene Faden (Phantom Thread)
- 2017: Philip K. Dick’s Electric Dreams (Fernsehserie, Folge 1x04)
- 2018: Sally4Ever (Fernsehserie, 7 Folgen)
- 2021: A Very British Scandal (Fernsehserie, 3 Folgen)
- 2023: The Toxic Avenger